# Expansión de Prandtl-Meyer

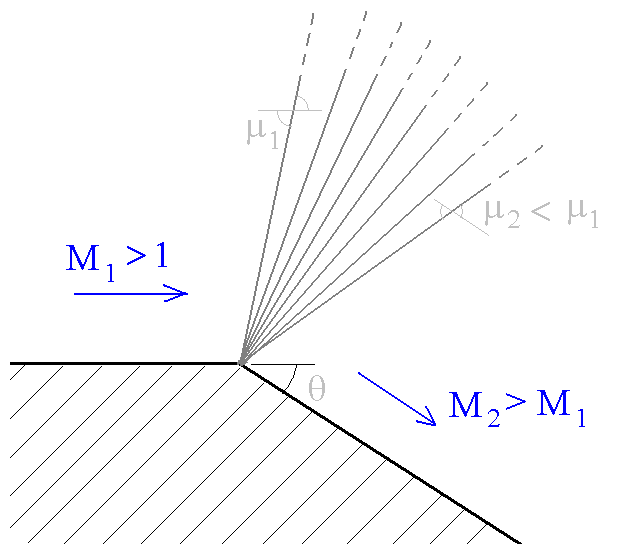
Cuándo un flujo supersónico encuentra una esquina convexa, forma un seguidor de expansión, el cual consta de un número infinito de olas de expansión centró en la esquina. La figura muestra uno tal seguidor de expansión ideal.

En mecánica de fluidos, se conoce como expansión de Prandtl–Meyer, al proceso que se produce cuando un flujo supersónico gira en torno a una esquina convexa, formando un abanico divergente consistente en un número infinito de ondas Mach. Si el fluido encuentra una esquina cóncava, el abanico converge, dando lugar a una onda de choque oblicua.
Cada onda en el abanico de expansión cambia la dirección del flujo gradualmente. Es físicamente imposible que el flujo gire a través de una onda de choque porque esto violaría la segunda ley de la termodinámica.
A través del abanico de expansión, el flujo se acelera (aumenta de velocidad) y aumenta el  número Mach, mientras que la presión estática, temperatura y la densidad disminuyen. Dado que el proceso es isentrópico, las propiedades de estancamiento ( ej. la presión total y temperatura total) permanecen constantes en todo el abanico.

## Propiedades del flujo
El abanico de expansión consta de número infinito de ondas de expansión o ondas de Mach. La primera línea de Mach forma un ángulo con respecto a la dirección del flujo:
{\displaystyle \mu _{1}=\arcsin \left({\frac {1}{M_{1}}}\right)}
La última línea de Mach, forma a su vez el ángulo respecto al flujo final:
{\displaystyle \mu _{2}=\arcsin \left({\frac {1}{M_{2}}}\right)}
Dado que la dirección del flujo cambia gradualmente y los cambios en cada onda de expansión son pequeños, todo el proceso es isentrópico. Esto simplifica los cálculos de las propiedades de flujo significativamente. Dado que el flujo es isentropico las propiedades de estancamiento como la presión de estancamiento {\displaystyle (p_{0})}, temperatura de estancamiento{\displaystyle (T_{0})} y la densidad de estancamiento {\displaystyle (\rho _{0})} permanecen constantes. Las condiciones estáticas finales son una función del número de Mach de flujo final {\displaystyle (M_{2})} y puede  relacionarse con las condiciones de flujo iniciales de la siguiente manera:
{\displaystyle {\begin{array}{lcl}{\cfrac {T_{2}}{T_{1}}}&=&{\bigg (}{\cfrac {1+{\frac {\gamma -1}{2}}M_{1}^{2}}{1+{\frac {\gamma -1}{2}}M_{2}^{2}}}{\bigg )}\\\\{\cfrac {p_{2}}{p_{1}}}&=&{\bigg (}{\cfrac {1+{\frac {\gamma -1}{2}}M_{1}^{2}}{1+{\frac {\gamma -1}{2}}M_{2}^{2}}}{\bigg )}^{\gamma /(\gamma -1)}\\\\{\cfrac {\rho _{2}}{\rho _{1}}}&=&{\bigg (}{\cfrac {1+{\frac {\gamma -1}{2}}M_{1}^{2}}{1+{\frac {\gamma -1}{2}}M_{2}^{2}}}{\bigg )}^{1/(\gamma -1)}.\end{array}}}
El número Mach  después de giro {\displaystyle (M_{2})}está relacionado con el número Mach inicial {\displaystyle (M_{1})} y el ángulo de giro {\displaystyle (\theta )}
{\displaystyle \theta =\nu (M_{2})-\nu (M_{1})}
donde {\displaystyle \nu (M)} es la función Prandtl-Meyer. Esta función determina el ángulo que describe un flujo sónico (M = 1) para lograr un número de Mach en particular (M). Matemáticamente,       
{\displaystyle {\begin{aligned}\nu (M)&=\int {\frac {\sqrt {M^{2}-1}}{1+{\frac {\gamma -1}{2}}M^{2}}}{\frac {\,dM}{M}}\\&={\sqrt {\frac {\gamma +1}{\gamma -1}}}\cdot \arctan {\sqrt {{\frac {\gamma -1}{\gamma +1}}(M^{2}-1)}}-\arctan {\sqrt {M^{2}-1}}\\\end{aligned}}}
por convención, {\displaystyle \nu (1)=0.}por lo tanto, dado el número de Mach inicial {\displaystyle (M_{1})} se puede calcular {\displaystyle \nu (M_{1})} y utilizando el ángulo de giro encuentra{\displaystyle \nu (M_{2})}. A partir del valor de {\displaystyle \nu (M_{2})}, se puede obtener el número de Mach final {\displaystyle (M_{2})} y otras propiedades de flujo.       

## Ángulo máximo de giro
Como el número de Mach varía de 1 a {\displaystyle \infty }, toma valores de 0 a {\displaystyle \nu }, donde
{\displaystyle \nu _{\text{max}}={\frac {\pi }{2}}{\bigg (}{\sqrt {\frac {\gamma +1}{\gamma -1}}}-1{\bigg )}}

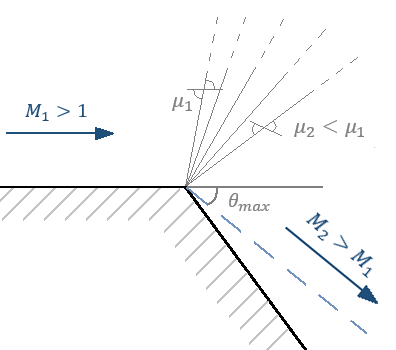
Hay un límite en el ángulo máximo a través del cual puede girar un flujo supersónico.

Esto pone un límite a la cantidad de flujo supersónico que puede girar, con el ángulo de giro máximo dado.
{\displaystyle \theta _{\text{max}}=\nu _{\text{max}}-\nu (M_{1})}
La expansión se puede también explicar de la siguiente manera: Un flujo tiene que girar de modo que  pueda satisfacer las condiciones de frontera. En un flujo ideal,  hay dos  condición de frontera que el flujo tiene que satisfacer,
1. Condición de frontera de la velocidad, que determina que el componente de la velocidad de flujo normal a la pared es cero.También se conoce como condición de no penetración.
2. Condición de frontera de la presión, que establece que  no puede haber una discontinuidad en la presión estática dentro del flujo (no hay ningún choques en el flujo).

Si el flujo gira lo suficiente como para que sea  paralelo a la pared, no debemos preocuparnos por las condición de frontera de la presión. Sin embargo, a medida que el flujo gira, su presión estática disminuye (como se describió anteriormente). Si  no hay suficiente presión para empezar, el flujo no será capaz de completar la vuelta y no será paralelo a la pared. Esto se muestra como el ángulo máximo a través del cual un flujo puede girar. Cuanto menor sea el número de Mach para empezar (es decir, pequeño {\displaystyle M_{1}}), mayor será el ángulo máximo a través del cual puede girar el flujo.
La línea de corriente que separa la dirección de flujo final y la pared se conoce como la corriente de desplazamiento (que se muestra como la línea discontinua en la figura). A través de esta línea hay un salto en la temperatura, densidad y componente tangencial de la velocidad (componente normal es cero). Más allá de la corriente de desplazamiento, el flujo esta estancado (lo que satisface automáticamente la condición de frontera de la velocidad en la pared). En caso de flujo real,se observa una capa de cizallamiento en lugar de una corriente de deslizamiento, debido a las condiciones de borde adicional sin deslizamiento.

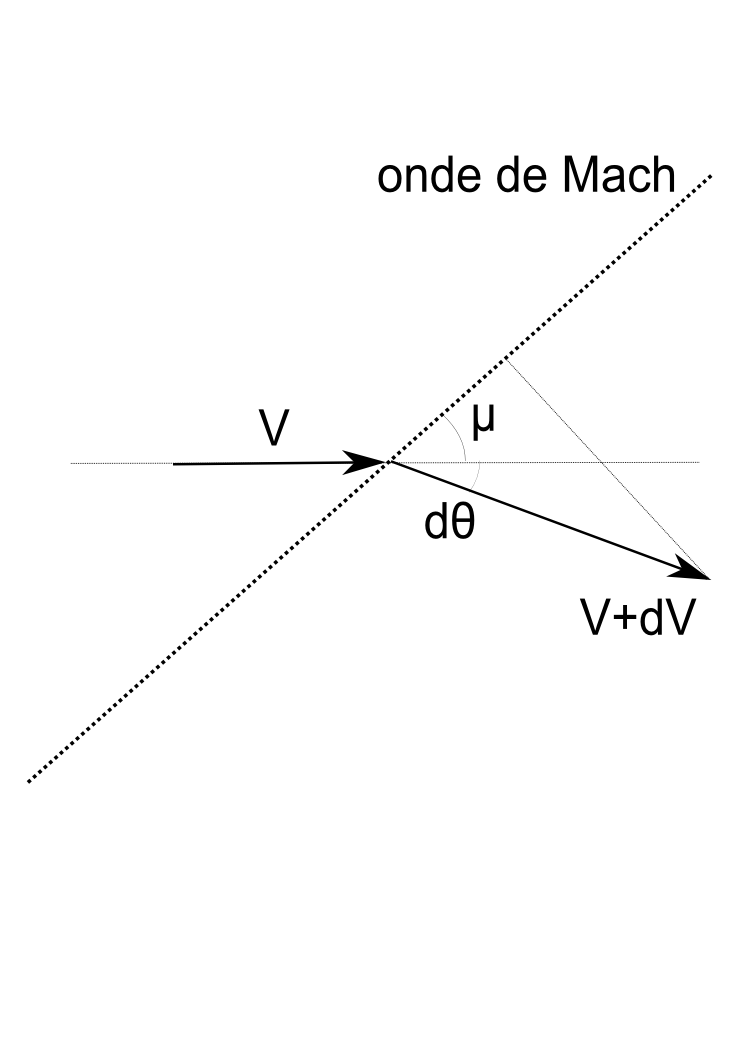
Para un objeto que se mueve a velocidades supersónicas a medida que se mueve desde el punto A hasta B(distancia u.t), las perturbaciones que se originan desde el punto A recorren una distancia c.t. El ángulo correspondiente se conoce como ángulo de Mach y las líneas
que encierran la región perturbada se conocen como líneas de Mach (en el caso 2-D) o cono de Mach (en 3-D)

### Imposibilidad de expandir un flujo a través de una única onda de choque
Cuando un flujo supersónico gira, el componente normal de la velocidad aumenta  ({\displaystyle w_{2}>w_{1}}), mientras que el componente tangencial permanece constante ({\displaystyle u_{2}=u_{1}}). El cambio correspondiente es la entropía ( {\displaystyle \Delta s=s_{2}-s_{1}}) .
{\displaystyle {\Delta s \over R}=\ln {\biggl (}{p_{2} \over p_{1}}{\biggr )}^{(^{1}/\gamma -1)}{\biggl (}{\rho _{2} \over \rho _{1}}{\biggr )}^{(^{-}\gamma /\gamma -1)}\approx {\gamma +1 \over 12\gamma ^{2}}{\Biggl (}{p_{2}-p_{1} \over p_{1}}{\Biggr )}^{3}\approx {\gamma +1 \over 12\gamma ^{2}}[{p_{2}w_{1}^{2} \over p_{1}}{\Biggl (}1-{w_{2} \over w_{2}}{\Biggr )}]^{3}}
donde {\displaystyle R} es la constante de gas universal,{\displaystyle \gamma } es la relación de capacidades de calor específicas, {\displaystyle \rho } es la densidad estática, {\displaystyle p} es la presión estática, {\displaystyle s} es la entropía, y {\displaystyle w} es el componente de la velocidad de flujo normal al choque. Los sufijos 1 y 2"se refieren a las condiciones iniciales y finales, respectivamente.
Puesto que {\displaystyle w_{2}>w_{1}}, esto implica que {\displaystyle \Delta s<0}. Dado que esto no es posible, un flujo no puede girar a través de una única onda de choque. El argumento puede extenderse para mostrar que dicho proceso de expansión solo puede ocurrir si consideramos un giro a través de un número infinito de ondas de expansión en el límite{\displaystyle \Delta s\rightarrow 0}. En consecuencia, un proceso de expansión es un proceso isentrópico.

### Líneas de Mach (cono) y ángulo de Mach
Es un concepto que generalmente se encuentra en los flujos supersónicos 2-D (es decir, {\displaystyle M\geq 1}). Son un par de líneas de límite que separan la región de flujo perturbado de la parte no perturbada del flujo. Estas líneas aparecen en pares y están orientadas en ángulo.
{\displaystyle \mu =\arcsin \left({c \over u}\right)=\arcsin \left({1 \over M}\right)}
con respecto a la dirección del movimiento (también conocido como el ángulo Mach). En el caso del campo de flujo 3-D, estas líneas forman una superficie conocida como cono Mach, con el ángulo Mach como el ángulo medio del cono.
Para entender mejor el concepto, considere el caso esbozado en la figura. Sabemos que cuando un objeto se mueve en un flujo, causa perturbaciones de presión (que viajan a la velocidad del sonido, también conocidas como ondas Mach). La figura muestra un objeto que se mueve del punto A al B a lo largo de la línea AB a velocidades supersónicas ({\displaystyle u>c}). Cuando el objeto llega al punto B, las perturbaciones de presión desde el punto A han recorrido una distancia c · t y ahora están en la circunferencia del círculo (con el centro en el punto A). Existen infinitos de tales círculos con su centro en la línea AB, cada uno representa la ubicación de las perturbaciones debido al movimiento del objeto. Las líneas que se propagan hacia afuera desde el punto B y tangentes a todos estos círculos se conocen como líneas Mach. 
Nota: estos conceptos tienen un significado físico solo para flujos supersónicos ({\displaystyle u\geq c}). En caso de flujos subsónicos, las perturbaciones viajarán más rápido que la fuente y el argumento de la función arcsin () será mayor que uno.